# Non morirò da preda
Non morirò da preda (Je mourrai pas gibier) è un fumetto di Alfred ispirato al romanzo di Guillaume Guéraud; si avvale dei colori di Henri Meunier. Incentrato sulla violenza, l'opera si concentra sul disagio e sulla psicologia adolescenziali. Edito in Francia da Guy Delcourt nel 2009, è stato pubblicato in Italia nel 2010 da Tunué. Il fumetto è stato inoltre scelto per la Sélection Officielle del Festival International de la Bande Dessinée 2010 di Angoulême.

## Trama
Nella cittadina francese di Mortagne vi è un solo destino per i cittadini: nascere e morire nel brutale ambiente degradato. Uomini e donne sono chiusi a qualsiasi novità o anticonformismo, preferiscono crescere accettando con rassegnazione la loro vita misera. Due strade si aprono ai giovani: o andare a lavorare nelle vigne del castello della regione o diventare operai nelle segheria locale; chi sceglie un impiego diventa automaticamente membro di un clan, ostile all'altro.
Il protagonista, pecora nera della famiglia, per sfuggire all'ambiente soffocante e ristretto di Mortagne, studia al collegio tecnico metalmeccanico della città più vicina, tornando a casa solo nei fine settimana. È proprio durante la camminata casa-fermata del bus che stringe amicizia con il matto del paese, Clement.
Clement, inoffensivo e sempre sorridente, è disprezzato da tutti li abitanti di Mortagne, che approfittano del suo essere mansueto per maltrattarlo, insultarlo o compiere atti vandalici. I peggiori aguzzini sono Arnaud e Frédo, il primo fratello maggiore del protagonista e l'altro caposquadra alla segheria. Arnaud è inoltre in procinto di sposarsi con Sonia, ragazza che ha avuto storie con tutti gli operai, e questo genera grandi attriti fra il giovane e il suo migliore amico Fredo. Per riappacificarsi i due sfogano la loro rabbia e violenza sull'indifeso Clement che, dopo diversi pestaggi, rimane ucciso. 
Nessuno si cura del delitto o della sparizione del pazzo eccetto il giovane protagonista che, in preda all'ira e all'odio commette una vera e propria strage col fucile da caccia del padre il giorno del matrimonio del fratello, uccidendo quest'ultimo, Frédo, la sposa, la sorella ed alcuni altri invitati al banchetto.
Quando cerca di togliersi la vita gettandosi dalla finestra, rimane semplicemente ferito. In preda agli spasmi si arrende alle forze dell'ordine, meditando sul proprio futuro e sull'incapacità di trovare una logica per indagare le cause di un tale avvenimento e di una tale baratro sociale nella città di Mortagne.